# HD103313
HD103313 — хімічно пекулярна зоря спектрального класу A7, що має видиму зоряну величину в смузі V приблизно  6,3.
Вона  розташована на відстані близько 430,3 світлових років від Сонця.

## Фізичні характеристики
Зоря HD103313 обертається 
досить швидко 
навколо своєї осі. Проєкція її екваторіальної швидкості на промінь зору становить  Vsin(i)= 71км/сек.